# Slätraujaure
Slätraujaure är en sjö i Krokoms kommun i Jämtland och ingår i Indalsälvens huvudavrinningsområde. Sjön har en area på 0,096 kvadratkilometer och ligger 768,4 meter över havet.

## Delavrinningsområde
Slätraujaure ingår i det delavrinningsområde (709832-139507) som SMHI kallar för Utloppet av Stor-Stensjön. Medelhöjden är 738 meter över havet och ytan är 30,63 kvadratkilometer. Räknas de 32 avrinningsområdena uppströms in blir den ackumulerade arean 152,22 kvadratkilometer. Stensjöån som avvattnar avrinningsområdet har biflödesordning 4, vilket innebär att vattnet flödar genom totalt 4 vattendrag innan det når havet efter 320 kilometer. Avrinningsområdet består mestadels av skog (22 procent) och kalfjäll (48 procent). Avrinningsområdet har 9,15 kvadratkilometer vattenytor vilket ger det en sjöprocent på 29,8 procent.